# Betânia do Piauí
Betânia do Piauí est une municipalité brésilienne située dans l'État du Piauí.